# نادي مومباي لكرة القدم
نادي مومباي هو نادي كرة قدم هندي أٌسس عام 2007.